# 봄맞이꽃속
봄맞이꽃속은 앵초과에 속하는 속이다. 약 110종의 식물을 거느린다.